# Rumorido
Flavius Rumoridus (murió en el siglo V d. C.) fue un militar romano que fue nombrado cónsul en el año 403 junto con el futuro emperador oriental Teodosio II.

## Biografía
Rumorido era de origen germánico, y no se había convertido al cristianismo. Ambrosio, obispo de Milán, describió a Rumorido en una carta a Eugenio como el mantenimiento de la práctica de las religiones étnicas desde la más tierna infancia. Comenzó su servicio como oficial militar de carrera, y puede haber sido publicano en algún momento en la Diócesis de Tracia. Finalmente fue nombrado Magister militum bajo Valentiniano II en 384 dC, tiempo durante el cual dio su apoyo para la restauración del Altar de la Victoria en el Curia Julia. 
Aunque probablemente era un anciano, en el año 403 Rumorido se hizo Cónsul junior en el oeste junto con el niño Teodosio II en el este. Martindale y Jones sugirieron que fue llamado al servicio militar como resultado de la crisis precipitada por la invasión de Italia por Alarico y los Visigodos en 402 y que pudo haber jugado un papel en la derrota de este y su retirada en 403. Su consulado está registrado en varias inscripciones, con una considerable variedad en la ortografía de su nombre.